# Calilena
Genre
Calilena est un genre d'araignées aranéomorphes de la famille des Agelenidae.

## Distribution
Les espèces de ce genre se rencontrent aux États-Unis et au Mexique.

## Liste des espèces
Selon World Spider Catalog (version 17.0, 31/05/2016) :
- Calilena absoluta (Gertsch, 1936)
- Calilena adna Chamberlin & Ivie, 1941
- Calilena angelena Chamberlin & Ivie, 1941
- Calilena arizonica Chamberlin & Ivie, 1941
- Calilena californica (Banks, 1896)
- Calilena gertschi Chamberlin & Ivie, 1941
- Calilena gosoga Chamberlin & Ivie, 1941
- Calilena magna Chamberlin & Ivie, 1941
- Calilena nita Chamberlin & Ivie, 1941
- Calilena peninsulana (Banks, 1898)
- Calilena restricta Chamberlin & Ivie, 1941
- Calilena saylori Chamberlin & Ivie, 1941
- Calilena siva Chamberlin & Ivie, 1941
- Calilena stylophora Chamberlin & Ivie, 1941
- Calilena umatilla Chamberlin & Ivie, 1941
- Calilena yosemita Chamberlin & Ivie, 1941

## Publication originale
- Chamberlin & Ivie, 1941 : North American Agelenidae of the genera Agelenopsis, Calilena, Ritalena and Tortolena. Annals of the Entomological Society of America, vol. 34, p. 585-628.